# Roberto Previtali
Roberto Previtali (Trescore Balneario, 3 settembre 1981) è un ex calciatore e allenatore di calcio italiano, ex centrocampista e tecnico dell’Atalanta under-14.

## Carriera

### Giocatore
Cresciuto nelle giovanili dell'Atalanta sotto la guida saggia di Mino Favini e Giancarlo Finardi esordisce da titolare in Serie A il 22 aprile 2001 durante Perugia-Atalanta 2-2. Nei tre anni successivi, viene mandato a farsi le ossa in Serie C1 (Lumezzane, Alzano Virescit e Spezia) per poi trasferirsi in pianta stabile all'AlbinoLeffe diventandone in seguito anche capitano. Dopo 8 anni con la casacca celeste, tutti nel campionato di Serie B, è ingaggiato dalla Cremonese. Nel mercato di gennaio, dopo essere stato messo fuori rosa dai grigiorossi, fa ritorno all'Albinoleffe. Rimane senza contratto e il 22 luglio seguente prende parte al ritiro di Novarello dei calciatori svincolati sotto l'egida dell'Associazione Italiana Calciatori. Nell'agosto del 2013 viene tesserato dal Sarnico, formazione lombarda del campionato di Eccellenza, con la quale comincia un percorso di allenatore nel settore giovanile. Nella stagione 2014-2015 passa al AlzanoCene dove è uno dei protagonisti della vittoria del campionato di Eccellenza allenata da Luca Inversini.
Sempre sotto la guida di quest'ultimo allenatore ha militato tra le file dell'A.S.D. CazzagoBornato Calcio nel campionato di Promozione Lombardia 2016-2017, ottenendo con la sua squadra la promozione in Eccellenza.

### Allenatore
Nel 2019, subito dopo il ritiro, inizia ad allenare la squadra Under-14 dell'Atalanta.

## Statistiche

### Presenze e reti nei club
| Stagione           | Squadra            | Campionato         | Campionato | Campionato | Coppe nazionali | Coppe nazionali | Coppe nazionali | Coppe continentali | Coppe continentali | Coppe continentali | Altre coppe | Altre coppe | Altre coppe | Totale | Totale |
| Stagione           | Squadra            | Comp               | Pres       | Reti       | Comp            | Pres            | Reti            | Comp               | Pres               | Reti               | Comp        | Pres        | Reti        | Pres   | Reti   |
| ------------------ | ------------------ | ------------------ | ---------- | ---------- | --------------- | --------------- | --------------- | ------------------ | ------------------ | ------------------ | ----------- | ----------- | ----------- | ------ | ------ |
| 1999-2000          | Atalanta           | B                  | 0          | 0          | CI              | 0               | 0               | -                  | -                  | -                  | -           | -           | -           | 0      | 0      |
| 2000-2001          | Atalanta           | A                  | 1          | 0          | CI              | 1               | 0               | -                  | -                  | -                  | -           | -           | -           | 1      | 0      |
| Totale Atalanta    | Totale Atalanta    | Totale Atalanta    | 1          | 0          |                 | 0               | 0               |                    | -                  | -                  |             | -           | -           | 0      | 0      |
| 2001-2002          | Lumezzane          | C1                 | 20         | 0          | CI+CI-C         | ?+?             | ?+?             | -                  | -                  | -                  | -           | -           | -           | 20+    | ?      |
| 2002-2003          | Alzano Virescit    | C1                 | 27         | 0          | CI-C            | ?               | ?               | -                  | -                  | -                  | -           | -           | -           | 27+    | ?      |
| 2003-2004          | Spezia             | C1                 | 21         | 1          | CI-C            | ?               | ?               | -                  | -                  | -                  | -           | -           | -           | 21+    | 1+     |
| 2004-2005          | AlbinoLeffe        | B                  | 9          | 0          | CI              | ?               | ?               | -                  | -                  | -                  | -           | -           | -           | ?      | ?      |
| 2005-2006          | AlbinoLeffe        | B                  | 12         | 0          | CI              | ?               | ?               | -                  | -                  | -                  | -           | -           | -           | ?      | ?      |
| 2006-2007          | AlbinoLeffe        | B                  | 26         | 0          | CI              | ?               | ?               | -                  | -                  | -                  | -           | -           | -           | ?      | ?      |
| 2007-2008          | AlbinoLeffe        | B                  | 7+1        | 0          | CI              | ?               | ?               | -                  | -                  | -                  | -           | -           | -           | ?      | ?      |
| 2008-2009          | AlbinoLeffe        | B                  | 29         | 0          | CI              | ?               | ?               | -                  | -                  | -                  | -           | -           | -           | ?      | ?      |
| 2009-2010          | AlbinoLeffe        | B                  | 30         | 1          | CI              | ?               | ?               | -                  | -                  | -                  | -           | -           | -           | ?      | ?      |
| 2010-2011          | AlbinoLeffe        | B                  | 32+2       | 3          | CI              | 1               | 0               | -                  | -                  | -                  | -           | -           | -           | 35     | 3      |
| 2011-2012          | AlbinoLeffe        | B                  | 21         | 2          | CI              | 1               | 0               | -                  | -                  | -                  | -           | -           | -           | 22     | 2      |
| 2012-2013          | Cremonese          | 1D                 | 7          | 0          | CI-C            | 2               | 1               | -                  | -                  | -                  | -           | -           | -           | 9      | 1      |
| 2012-2013          | AlbinoLeffe        | 1D                 | 10         | 0          | CI-C            | 0               | 0               | -                  | -                  | -                  | -           | -           | -           | 10     | 0      |
| Totale Albinoleffe | Totale Albinoleffe | Totale Albinoleffe | 176+3      | 6          |                 | 2+              | 0+              |                    | -                  | -                  |             | -           | -           | 181+   | 6+     |
| 2013-2014          | Sarnico            | Ecc.               | 29         | 7          | CI Ecc.         | 3               | 1               |                    |                    |                    |             |             |             | 32     | 8      |
| 2014-2015          | AlzanoCene         | Ecc.               | 30         | 2          | CI Ecc.         | 5               | 1               |                    |                    |                    |             |             |             | 35     | 3      |
| Totale carriera    | Totale carriera    | Totale carriera    | 295+3      | 6          |                 | 13+             | 3+              |                    | -                  | -                  |             | -           | -           | 308+   | 9+     |

## Palmarès

### Club

#### Competizioni giovanili
- Coppa Italia Primavera: 2

Atalanta: 1999-2000, 2000-2001

#### Competizioni regionali
- Eccellenza: 1

AlzanoCene: 2014-2015 (girone B)
- Promozione: 1

CazzagoBornato: 2016-2017 (girone D)